# Lamagistère
La Magistère est une commune française située dans l'ouest du département de Tarn-et-Garonne, en région Occitanie.
Sur le plan historique et culturel, la commune est dans la Lomagne, une ancienne circonscription de la province de Gascogne ayant titre de vicomté, surnommée « Toscane française ».
Exposée à un climat océanique altéré, elle est drainée par le canal latéral à la Garonne, la Garonne, la Barguelonne, le canal de Golfech, le ruisseau de Néguevieille et par divers autres petits cours d'eau. La commune possède un patrimoine naturel remarquable : un site Natura 2000 (« Garonne, Ariège, Hers, Salat, Pique et Neste »), un espace protégé (le « cours de la Garonne, de l'Aveyron, du Viaur et du Tarn ») et deux zones naturelles d'intérêt écologique, faunistique et floristique.
La Magistère est une commune rurale qui compte 1 213 habitants en 2022.  Elle fait partie de l'aire d'attraction de Valence. Ses habitants sont appelés les Magistériens ou  Magistériennes.

## Géographie

### Localisation
La commune de La Magistère est située en France, au bord de la Garonne, à l'embouchure de la rivière Barguelonne entre Agen et Castelsarrasin. Elle est limitrophe du département de Lot-et-Garonne.

### Communes limitrophes
Les communes limitrophes sont  Clermont-Soubiran, Donzac, Golfech et Saint-Sixte.
|                              | Clermont-Soubiran (Lot-et-Garonne) |         |
| Saint-Sixte (Lot-et-Garonne) | Lamagistère                        | Golfech |
|                              | Donzac                             |         |

### Hydrographie

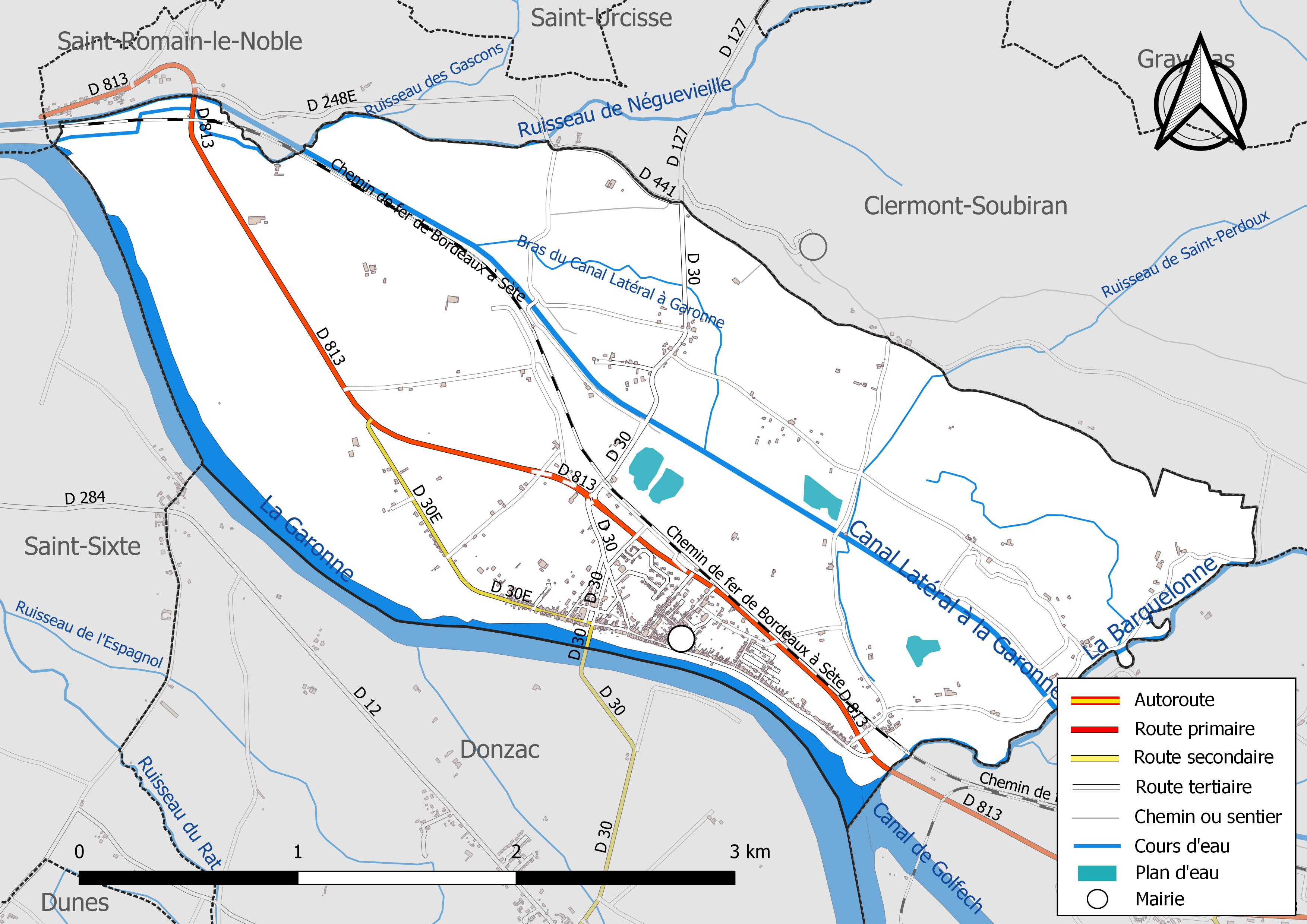
Réseaux hydrographique et routier de Lamagistère.

La commune est dans le bassin versant de la Garonne, au sein du bassin hydrographique Adour-Garonne. Elle est drainée par la Garonne, la Barguelonne, le canal de Golfech, le ruisseau de Néguevieille, un bras du Canal Latéral à Garonne, le ruisseau de Saint-Perdoux, le ruisseau de Saint-Perdoux et par un petit cours d'eau, constituant un réseau hydrographique de 14 km de longueur totale,.
La Garonne est un fleuve principalement français prenant sa source en Espagne et qui coule sur 529 km avant de se jeter dans l’océan Atlantique.
La Barguelonne, d'une longueur totale de 61,1 km, prend sa source dans la commune de Lhospitalet et s'écoule du nord-est au sud-ouest. Elle se jette dans le canal de Golfech sur le territoire communal, après avoir traversé 24 communes.
Le canal de Golfech, d'une longueur totale de 13,4 km, prend sa source dans la commune de Montech et s'écoule d'est en ouest. Il traverse la commune et se jette dans la Garonne à Donzac, après avoir traversé sept communes.

### Climat
Pour des articles plus généraux, voir Climat de l'Occitanie et Climat de Tarn-et-Garonne.
En 2010, le climat de la commune est de type climat du Bassin du Sud-Ouest, selon une étude du Centre national de la recherche scientifique s'appuyant sur une série de données couvrant la période 1971-2000. En 2020, Météo-France publie une typologie des climats de la France métropolitaine dans laquelle la commune est exposée à un climat océanique altéré et est dans la région climatique Aquitaine, Gascogne, caractérisée par une pluviométrie abondante au printemps, modérée en automne, un faible ensoleillement au printemps, un été chaud (19,5 °C), des vents faibles, des brouillards fréquents en automne et en hiver et des orages fréquents en été (15 à 20 jours).
Pour la période 1971-2000, la température annuelle moyenne est de 13,8 °C, avec une amplitude thermique annuelle de 16,1 °C. Le cumul annuel moyen de précipitations est de 772 mm, avec 10 jours de précipitations en janvier et 6 jours en juillet. Pour la période 1991-2020, la température moyenne annuelle observée sur la station météorologique de Météo-France la plus proche, « Valence », sur la commune de Valence à 6 km à vol d'oiseau, est de 14,3 °C et le cumul annuel moyen de précipitations est de 747,3 mm. 
La température maximale relevée sur cette station est de 43 °C, atteinte le 12 août 2003 ; la température minimale est de −13,7 °C, atteinte le 9 février 2012,,.
Les paramètres climatiques de la commune ont été estimés pour le milieu du siècle (2041-2070) selon différents scénarios d'émission de gaz à effet de serre à partir des nouvelles projections climatiques de référence DRIAS-2020. Ils sont consultables sur un site dédié publié par Météo-France en novembre 2022.

### Milieux naturels et biodiversité

#### Espaces protégés
La protection réglementaire est le mode d’intervention le plus fort pour préserver des espaces naturels remarquables et leur biodiversité associée,.
Un  espace protégé est présent sur la commune : 
le « cours de la Garonne, de l'Aveyron, du Viaur et du Tarn », objet d'un arrêté de protection de biotope, d'une superficie de 1 262,3 ha.

#### Réseau Natura 2000

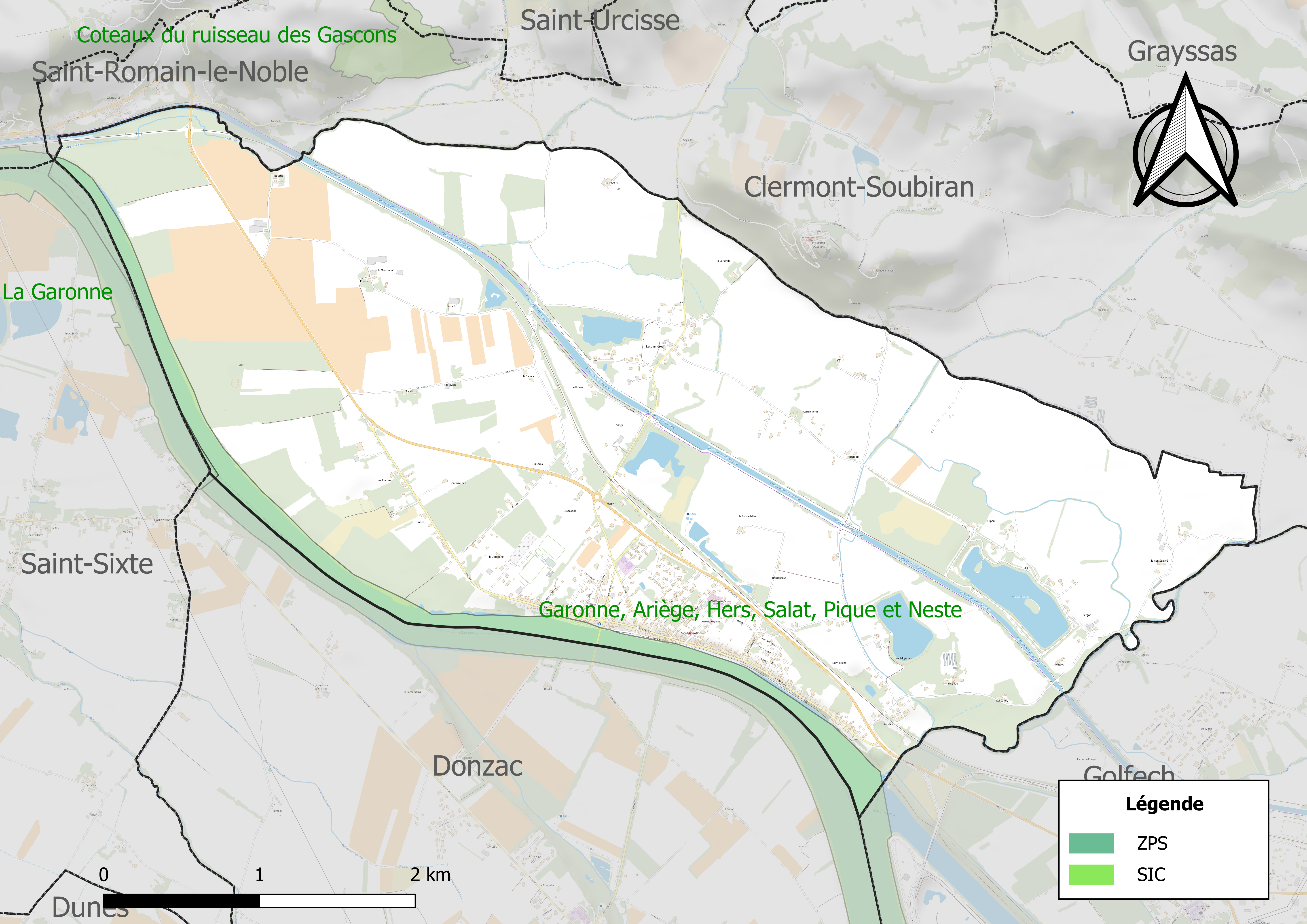
Site Natura 2000 sur le territoire communal.

Le réseau Natura 2000 est un réseau écologique européen de sites naturels d'intérêt écologique élaboré à partir des directives habitats et oiseaux, constitué de zones spéciales de conservation (ZSC) et de zones de protection spéciale (ZPS).
Un site Natura 2000 a été défini sur la commune au titre de la directive habitats : « Garonne, Ariège, Hers, Salat, Pique et Neste », d'une superficie de 9 581 ha, un réseau hydrographique pour les poissons migrateurs, avec des zones de frayères actives et potentielles importantes pour le Saumon en particulier qui fait l'objet d'alevinages réguliers et dont des adultes atteignent déjà Foix sur l'Ariège.

#### Zones naturelles d'intérêt écologique, faunistique et floristique
L’inventaire des zones naturelles d'intérêt écologique, faunistique et floristique (ZNIEFF) a pour objectif de réaliser une couverture des zones les plus intéressantes sur le plan écologique, essentiellement dans la perspective d’améliorer la connaissance du patrimoine naturel national et de fournir aux différents décideurs un outil d’aide à la prise en compte de l’environnement dans l’aménagement du territoire.
Une ZNIEFF de type 1 est recensée sur la commune :
« la Garonne de Montréjeau jusqu'à La Magistère » (5 075 ha), couvrant 92 communes dont 63 dans la Haute-Garonne, trois en Lot-et-Garonne et 26 en Tarn-et-Garonne et une ZNIEFF de type 2, : 
« la Garonne et milieux riverains, en aval de Montréjeau » (6 874 ha), couvrant 93 communes dont 64 dans la Haute-Garonne, trois dans le Lot-et-Garonne et 26 dans le Tarn-et-Garonne.

Carte des ZNIEFF de type 1 et 2 à Lamagistère.
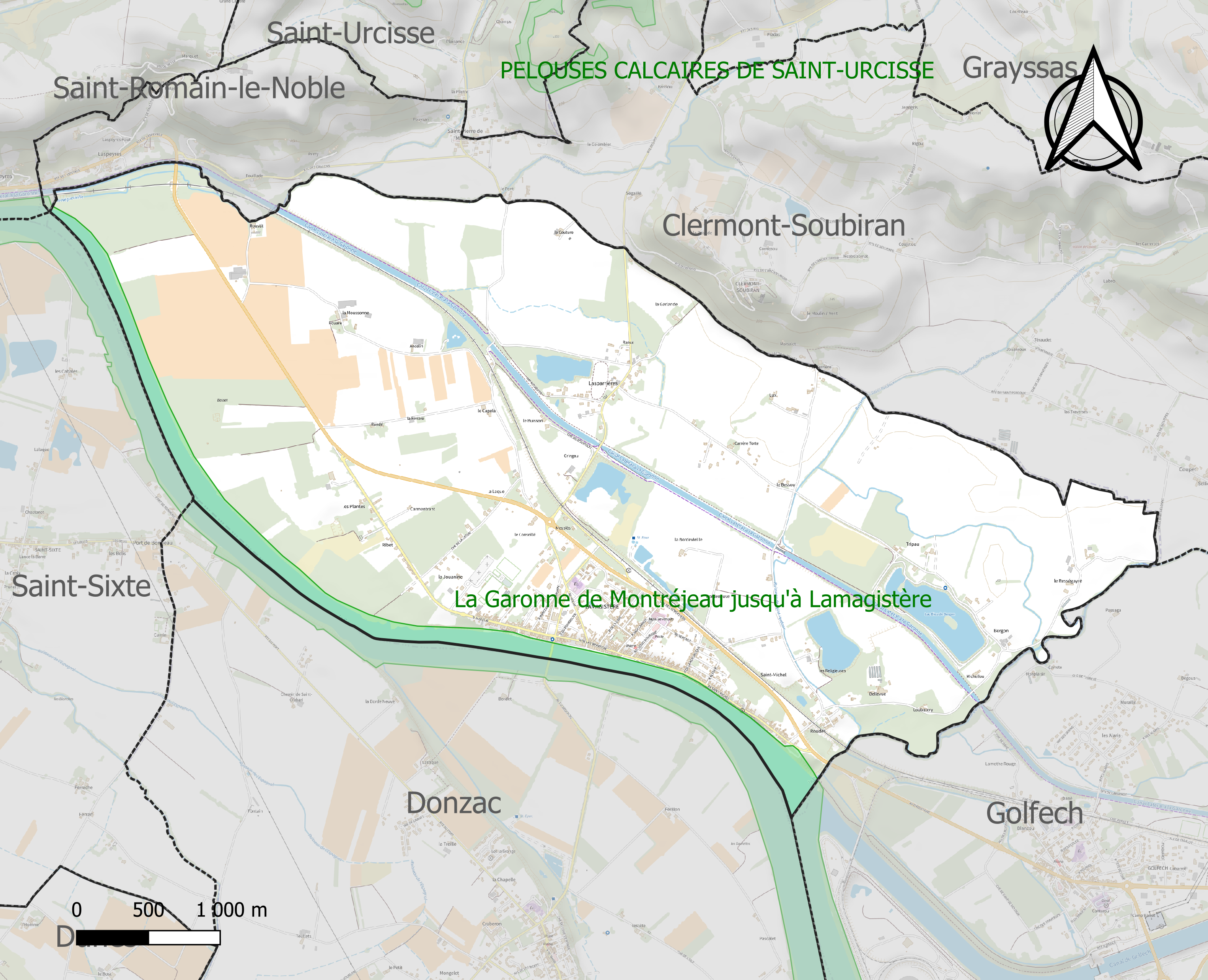
Carte de la ZNIEFF de type 1 sur la commune.
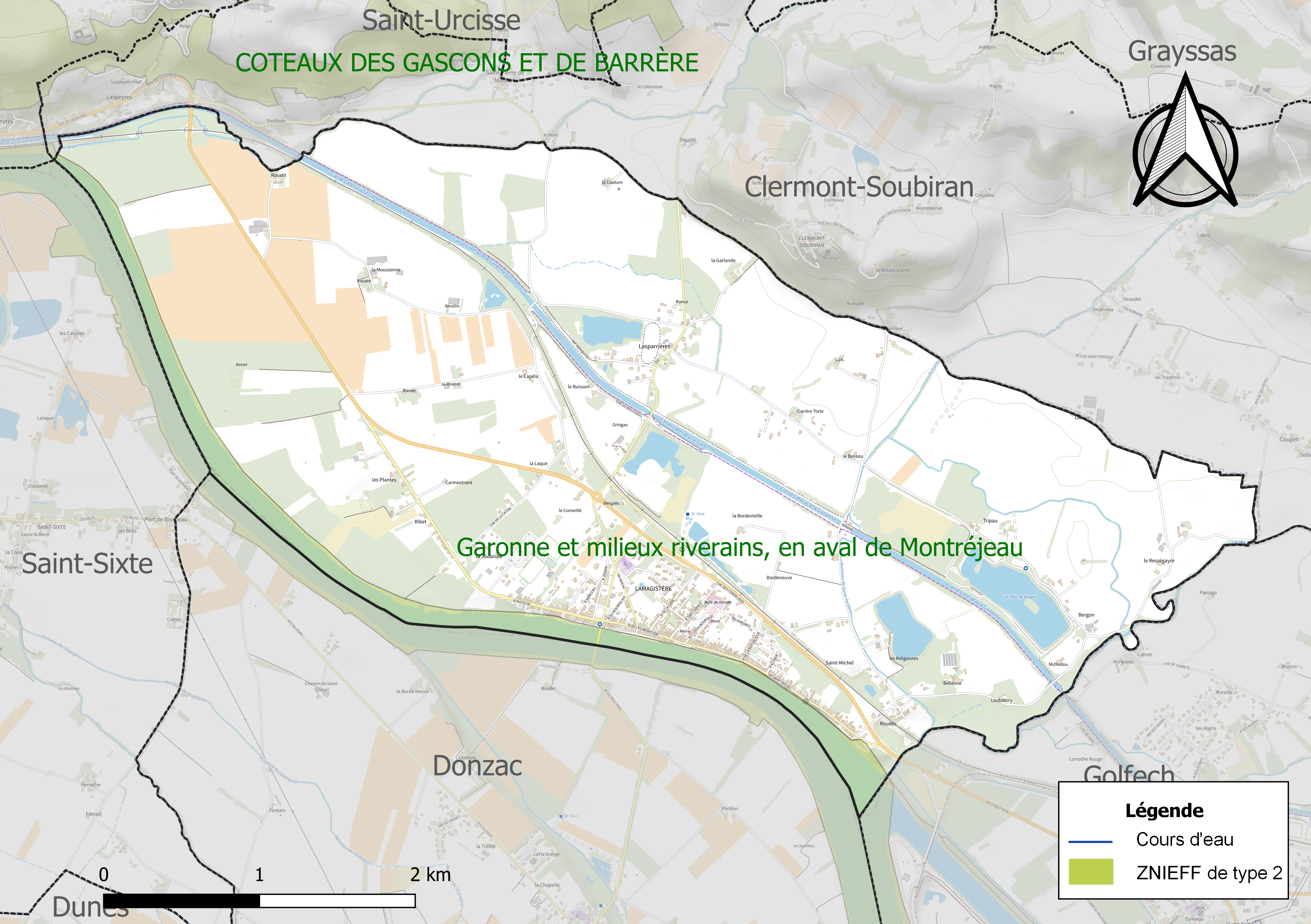
Carte de la ZNIEFF de type 2 sur la commune.

## Urbanisme

### Typologie
Au 1er janvier 2024, Lamagistère est catégorisée bourg rural, selon la nouvelle grille communale de densité à sept niveaux définie par l'Insee en 2022.
Elle est située hors unité urbaine. Par ailleurs la commune fait partie de l'aire d'attraction de Valence, dont elle est une commune de la couronne,. Cette aire, qui regroupe 16 communes, est catégorisée dans les aires de moins de 50 000 habitants,.

### Occupation des sols

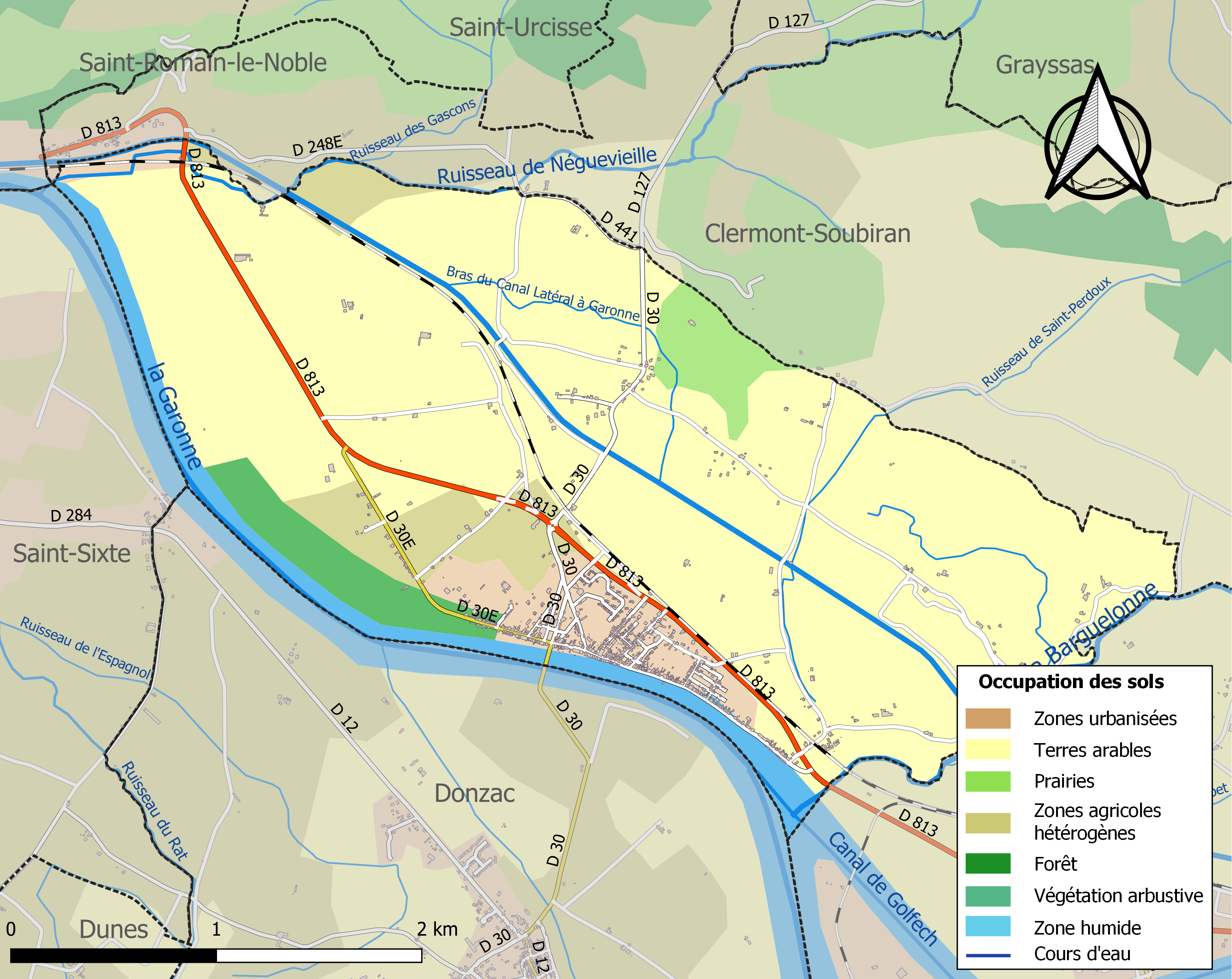
Carte des infrastructures et de l'occupation des sols de la commune en 2018 (CLC).

L'occupation des sols de la commune, telle qu'elle ressort de la base de données européenne d’occupation biophysique des sols Corine Land Cover (CLC), est marquée par l'importance des territoires agricoles (84,5 % en 2018), en diminution par rapport à 1990 (86,2 %). La répartition détaillée en 2018 est la suivante : 
terres arables (53 %), cultures permanentes (22,9 %), zones urbanisées (6,2 %), zones agricoles hétérogènes (6,2 %), eaux continentales (5,9 %), forêts (3,5 %), prairies (2,4 %). L'évolution de l’occupation des sols de la commune et de ses infrastructures peut être observée sur les différentes représentations cartographiques du territoire : la carte de Cassini (XVIIIe siècle), la carte d'état-major (1820-1866) et les cartes ou photos aériennes de l'IGN pour la période actuelle (1950 à aujourd'hui).

### Voies de communication et transports
La commune compte une gare sur son territoire, la gare de La Magistère, desservie quotidiennement par des TER Occitanie effectuant des missions entre les gares de Toulouse-Matabiau, Montauban-Ville-Bourbon et Agen.
La ligne 801 du réseau liO relie la commune à Montauban.

### Risques majeurs
Le territoire de la commune de La Magistère est vulnérable à différents aléas naturels : météorologiques (tempête, orage, neige, grand froid, canicule ou sécheresse), inondations, mouvements de terrains et séisme (sismicité très faible). Il est également exposé à deux risques technologiques,  le transport de matières dangereuses et le risque nucléaire. Un site publié par le BRGM permet d'évaluer simplement et rapidement les risques d'un bien localisé soit par son adresse soit par le numéro de sa parcelle.

#### Risques naturels
Certaines parties du territoire communal sont susceptibles d’être affectées par le risque d’inondation par débordement de cours d'eau, notamment la Garonne, le canal latéral à la Garonne, la Barguelonne, le canal de Golfech et le ruisseau de Néguevieille. La cartographie des zones inondables en ex-Midi-Pyrénées réalisée dans le cadre du XIe Contrat de plan État-région, visant à informer les citoyens et les décideurs sur le risque d’inondation, est accessible sur le site de la DREAL Occitanie. La commune a été reconnue en état de catastrophe naturelle au titre des dommages causés par les inondations et coulées de boue survenues en 1982, 1996 et 1999,.
La Magistère est exposée au risque de feu de forêt. Le département de Tarn-et-Garonne présentant toutefois globalement un niveau d’aléa moyen à faible très localisé, aucun Plan départemental de protection des forêts contre les risques d’incendie de forêt (PFCIF) n'a été élaboré. Le débroussaillement aux abords des maisons constitue l’une des meilleures protections pour les particuliers contre le feu,.

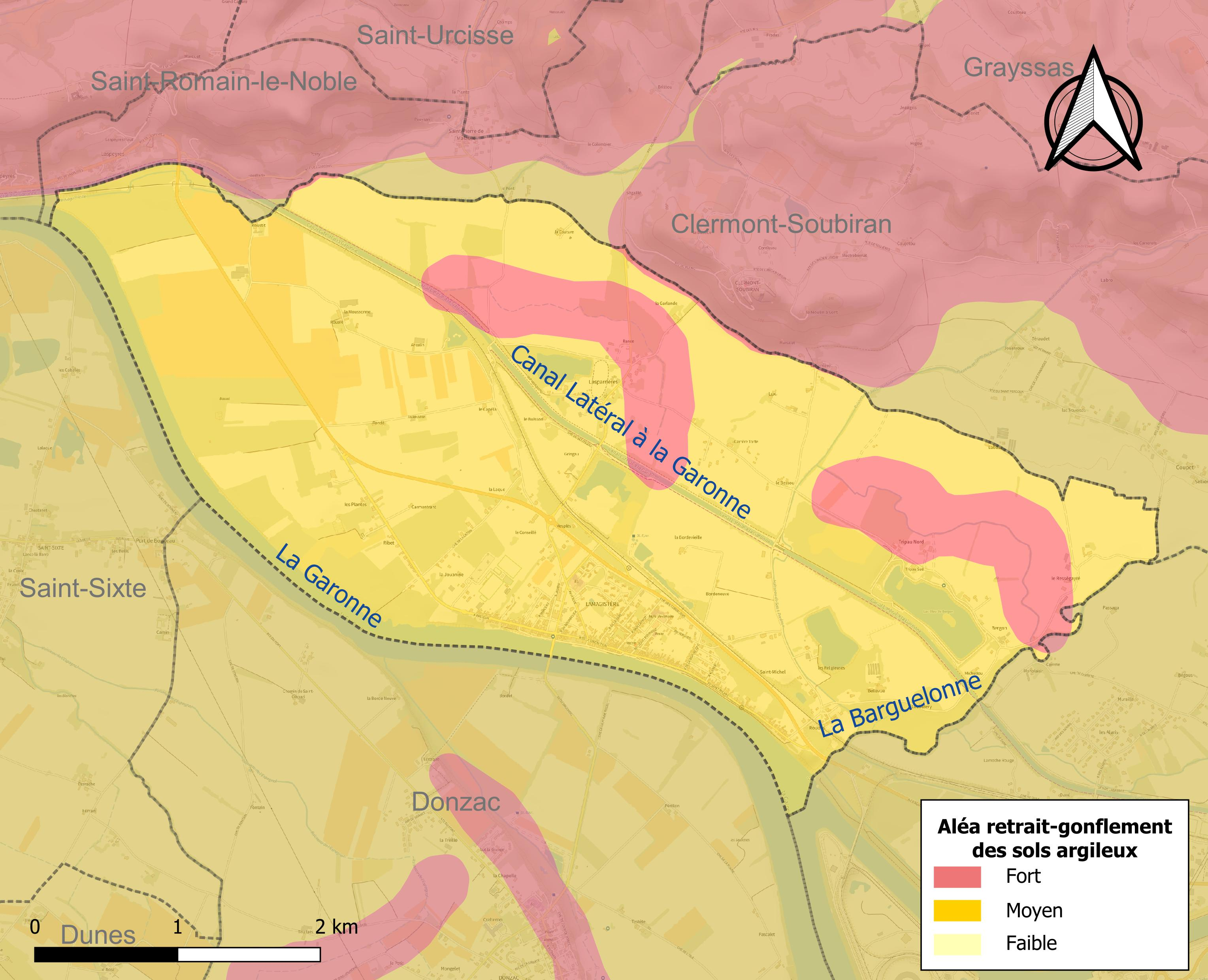
Carte des zones d'aléa retrait-gonflement des sols argileux de Lamagistère.

Les mouvements de terrains susceptibles de se produire sur la commune sont des tassements différentiels.
Le retrait-gonflement des sols argileux est susceptible d'engendrer des dommages importants aux bâtiments en cas d’alternance de périodes de sécheresse et de pluie. La totalité de la commune est en aléa moyen ou fort (92 % au niveau départemental et 48,5 % au niveau national). Sur les 566 bâtiments dénombrés sur la commune en 2019, 566 sont en aléa moyen ou fort, soit 100 %, à comparer aux 96 % au niveau départemental et 54 % au niveau national. Une cartographie de l'exposition du territoire national au retrait gonflement des sols argileux est disponible sur le site du BRGM,.
Par ailleurs, afin de mieux appréhender le risque d’affaissement de terrain, l'inventaire national des cavités souterraines permet de localiser celles situées sur la commune.
Concernant les mouvements de terrains, la commune a été reconnue en état de catastrophe naturelle au titre des dommages causés par la sécheresse en 1989, 1991, 2003 et 2015 et par des mouvements de terrain en 1999.

#### Risques technologiques
Le risque de transport de matières dangereuses sur la commune est lié à sa traversée par des infrastructures routières ou ferroviaires importantes ou la présence d'une canalisation de transport d'hydrocarbures. Un accident se produisant sur de telles infrastructures est susceptible d’avoir des effets graves sur les biens, les personnes ou l'environnement, selon la nature du matériau transporté. Des dispositions d’urbanisme peuvent être préconisées en conséquence.
En cas d’accident grave, certaines installations nucléaires sont susceptibles de rejeter dans l’atmosphère de l’iode radioactif. La commune étant située dans le périmètre de sûreté de 5 km autour de la centrale nucléaire de Golfech, elle est exposée au risque nucléaire. En cas d'accident nucléaire, une alerte est donnée par différents médias (sirène, sms, radio, véhicules). Dès l'alerte, les personnes habitant dans le périmètre de 2 km se mettent à l'abri. Les personnes habitant dans le périmètre de 20 km peuvent être amenées, sur ordre du préfet, à évacuer et ingérer des comprimés d'iode,,.

## Histoire
Durant la Seconde Guerre mondiale, la petite commune tarn-et-garonnaise, en limite de Lot-et-Garonne, est au cœur d'une opération de sabotage franco-américaine. « Dans la nuit du 15 au 16 août 1944, un ouvrage de la voie ferrée Bordeaux-Toulouse fortement défendue par une garnison allemande est l'objet d'un attentat fomenté par un commando américain, un groupe FTP du Lot et des FFI de la 8e compagnie de l’Armée Secrète de Tarn-et-Garonne ».

## Politique et administration

### Liste des maires
| Période                                  | Période   | Identité                  | Étiquette | Qualité |
| ---------------------------------------- | --------- | ------------------------- | --------- | ------- |
| octobre 1960                             | mars 1989 | Jean Geoffroy (1920-2010) |           |         |
| mars 1989                                | 2001      | André Simon               |           |         |
| mars 2001                                | 2008      | Bernard Cassagne          |           |         |
| mars 2008                                | 2014      | Bernard Dousson           | DVG       |         |
| 2014                                     | 2016      | Philippe Longo            | DVG       |         |
| 2016                                     | En cours  | Bruno Dousson             |           |         |
| Les données manquantes sont à compléter. |           |                           |           |         |

## Population et société

### Démographie
| 1793  | 1800  | 1806  | 1821  | 1831  | 1836  | 1841  | 1846  | 1851  |
| ----- | ----- | ----- | ----- | ----- | ----- | ----- | ----- | ----- |
| 1 257 | 1 281 | 1 516 | 1 700 | 1 935 | 1 904 | 1 848 | 1 955 | 1 880 |

| 1856  | 1861  | 1866  | 1872  | 1876  | 1881  | 1886  | 1891  | 1896  |
| ----- | ----- | ----- | ----- | ----- | ----- | ----- | ----- | ----- |
| 1 783 | 1 676 | 1 576 | 1 559 | 1 605 | 1 666 | 1 618 | 1 632 | 1 615 |

| 1901  | 1906  | 1911  | 1921  | 1926  | 1931  | 1936  | 1946  | 1954  |
| ----- | ----- | ----- | ----- | ----- | ----- | ----- | ----- | ----- |
| 1 637 | 1 522 | 1 456 | 1 084 | 1 177 | 1 131 | 1 152 | 1 124 | 1 140 |

| 1962  | 1968  | 1975  | 1982  | 1990  | 1999  | 2006  | 2011  | 2016  |
| ----- | ----- | ----- | ----- | ----- | ----- | ----- | ----- | ----- |
| 1 195 | 1 192 | 1 153 | 1 084 | 1 248 | 1 187 | 1 220 | 1 132 | 1 150 |

| 2021  | 2022  | - | - | - | - | - | - | - |
| ----- | ----- | - | - | - | - | - | - | - |
| 1 198 | 1 213 | - | - | - | - | - | - | - |

### Enseignement
Le village possède une bibliothèque municipale et une école municipale.

## Économie

### Revenus
En 2018, la commune compte 502 ménages fiscaux, regroupant 1 102 personnes. La médiane du revenu disponible par unité de consommation est de 18 270 € (20 140 € dans le département).

### Emploi
|                | 2008   | 2013   | 2018   |
| -------------- | ------ | ------ | ------ |
| Commune        | 12,2 % | 10 %   | 12,8 % |
| Département    | 8,4 %  | 10,2 % | 10,3 % |
| France entière | 8,3 %  | 10 %   | 10 %   |

En 2018, la population âgée de 15 à 64 ans s'élève à 649 personnes, parmi lesquelles on compte 75,7 % d'actifs (62,9 % ayant un emploi et 12,8 % de chômeurs) et 24,3 % d'inactifs,. Depuis 2008, le taux de chômage communal (au sens du recensement) des 15-64 ans est supérieur à celui de la France et du département.
La commune fait partie de la couronne de l'aire d'attraction de Valence, du fait qu'au moins 15 % des actifs travaillent dans le pôle,. Elle compte 204 emplois en 2018, contre 180 en 2013 et 163 en 2008. Le nombre d'actifs ayant un emploi résidant dans la commune est de 412, soit un indicateur de concentration d'emploi de 49,5 % et un taux d'activité parmi les 15 ans ou plus de 52 %.
Sur ces 412 actifs de 15 ans ou plus ayant un emploi, 114 travaillent dans la commune, soit 28 % des habitants. Pour se rendre au travail, 83,8 % des habitants utilisent un véhicule personnel ou de fonction à quatre roues, 2,2 % les transports en commun, 7,6 % s'y rendent en deux-roues, à vélo ou à pied et 6,4 % n'ont pas besoin de transport (travail au domicile).

### Activités hors agriculture

#### Secteurs d'activités
Soixante-six établissements sont implantés  à La Magistère au 31 décembre 2019. Le tableau ci-dessous en détaille le nombre par secteur d'activité et compare les ratios avec ceux du département,.
| Secteur d'activité                                                                                        | Commune | Commune | Département |
| Secteur d'activité                                                                                        | Nombre  | %       | %           |
| --- | ------- | ------- | ----------- |
| Ensemble                                                                                                  | 66      | 100 %   | (100 %)     |
| Industrie manufacturière, industries extractives et autres                                                | 10      | 15,2 %  | (9,6 %)     |
| Construction                                                                                              | 13      | 19,7 %  | (14,9 %)    |
| Commerce de gros et de détail, transports, hébergement et restauration                                    | 20      | 30,3 %  | (29,7 %)    |
| Information et communication                                                                              | 1       | 1,5 %   | (1,9 %)     |
| Activités financières et d'assurance                                                                      | 1       | 1,5 %   | (3,4 %)     |
| Activités immobilières                                                                                    | 3       | 4,5 %   | (3,3 %)     |
| Activités spécialisées, scientifiques et techniques et activités de services administratifs et de soutien | 6       | 9,1 %   | (14,1 %)    |
| Administration publique, enseignement, santé humaine et action sociale                                    | 8       | 12,1 %  | (13,6 %)    |
| Autres activités de services                                                                              | 4       | 6,1 %   | (9,3 %)     |

Le secteur du commerce de gros et de détail, des transports, de l'hébergement et de la restauration est prépondérant sur la commune puisqu'il représente 30,3 % du nombre total d'établissements de la commune (20 sur les 66 entreprises implantées  à La Magistère), contre 29,7 % au niveau départemental.

#### Entreprises et commerces
Les deux entreprises ayant leur siège social sur le territoire communal qui génèrent le plus de chiffre d'affaires en 2020 sont : 
- Maja, supérettes (686 k€) ;
- Dalias Peinture, travaux de peinture et vitrerie (452 k€).

La commune héberge sur une gravière désaffectée une centrale solaire photovoltaïque réalisée par Bouygues Énergies et Sun'R en 2018 et équipée de trackers solaires.

### Agriculture
La commune est dans les « Vallées et Terrasses », une petite région agricole occupant le centre et une bande d'est en ouest  du département de Tarn-et-Garonne. En 2020, l'orientation technico-économique de l'agriculture  sur la commune est la polyculture et/ou le polyélevage. 
|               | 1988 | 2000 | 2010 | 2020 |
| ------------- | ---- | ---- | ---- | ---- |
| Exploitations | 28   | 30   | 15   | 14   |
| SAU (ha)      | 448  | 355  | 534  | 409  |

Le nombre d'exploitations agricoles en activité et ayant leur siège dans la commune est passé de 28 lors du recensement agricole de 1988  à 30 en 2000 puis à 15 en 2010 et enfin à 14 en 2020, soit une baisse de 50 % en 32 ans. Le même mouvement est observé à l'échelle du département qui a perdu pendant cette période 57 % de ses exploitations,. La surface agricole utilisée sur la commune a également diminué, passant de 448 ha en 1988 à 409 ha en 2020. Parallèlement la surface agricole utilisée moyenne par exploitation a augmenté, passant de 16 à 29 ha.

## Culture locale et patrimoine

### Lieux et monuments
- Église de l'Immaculée-Conception de Lamagistère. L'édifice est référencé dans la base Mérimée et à l'Inventaire général Région Occitanie[46]. Plusieurs objets sont référencés dans la base Palissy[46].
- Monument aux morts.
- Quai de Garonne.

### Personnalités liées à la commune
- Lionel Jospin, qui y passa une partie de son enfance.
- François Salabert, né à Lamagistère le 1er août 1947, vice-champion de motonautisme.
- Daniel de Montplaisir, historien, y vécut de 1958 à 1981.
- Alain Brézault (1944-2019), écrivain et scénariste de BD né à La Magistère.
- Michel Sitjar (1942-2019), rugbyman international.

### Héraldique et devise
| Blason de Lamagistère | Blason  | D'argent à l'embarcation équipée de deux mâts au naturel en demi-profil, habillée d'or, voguant sur une mer d'azur agitée de sable, au chef de sinople chargé d'une étoile aussi d'or. |
| Blason de Lamagistère | Détails | Le statut officiel du blason reste à déterminer. |

Le blason est accompagné de la devise « fac et spera » (agis et espère).

## Pour approfondir